# Kurupt
Kurupt, nome artístico de Ricardo Emmanuel Brown (nascido em 23 de novembro em 1972) é um rapper estadunidense e ex-vice-presidente executivo da gravadora Death Row Records. Ele é membro do grupo de rap Tha Dogg Pound e é mais conhecido pelo trabalho com a Death Row Records. Fazia constante parceria com os rappers Dr. Dre, Snoop Dogg e Nate Dogg.

## Discografia

### Álbuns de estúdio
| Ano  | Título                                                                             | Posição nas paradas | Posição nas paradas | Posição nas paradas | Posição nas paradas | Posição nas paradas |
| Ano  | Título                                                                             | US                  | US R&B              | US Rap              | US Ind              | FRA                 |
| ---- | ---------------------------------------------------------------------------------- | ------------------- | ------------------- | ------------------- | ------------------- | ------------------- |
| 1998 | Kuruption! - Lançamento: 12 de outubro de, 1998 - Selo: Antra, A&M                 | 8                   | 4                   | *                   | —                   | *                   |
| 1999 | Tha Streetz Iz a Mutha - Lançamento: 16 de novembro de 1999 - Selo: Antra          | 31                  | 5                   | *                   | —                   | *                   |
| 2001 | Space Boogie: Smoke Oddessey - Lançamento: 10 de julho de 2001 - Selo: Antra       | 10                  | 5                   | *                   | 1                   | 75                  |
| 2005 | Against tha Grain - Lançamento: 23 de agosto de 2005 - Selo: Death Row, Koch       | 60                  | 20                  | 11                  | 8                   | 146                 |
| 2006 | Same Day, Different Shit - Lançamento: 20 de junho de 2006 - Selo: D.P.G.          | —                   | 59                  | —                   | —                   | *                   |
| 2010 | Streetlights - Lançamento: 20 de abril de 2010 - Selo: Fontana, Universal, Penagon | 183                 | 38                  | 19                  | 37                  | *                   |

### Compilações
| Ano  | Título                                                                |
| ---- | --------------------------------------------------------------------- |
| 2005 | Originals - Lançamento: 15 de março de 2005 - Selo: 101 Distribution  |
| 2010 | Down and Dirty - Lançamento: 9 de fevereiro de 2010 - Selo: WideAwake |
| 2011 | Penagon Rydaz - Lançamento: 2011 - Selo: Penagon Entertainment LLC    |

### Álbuns colaborativos
| Ano  | Título                                                                                      | Posição nas paradas | Posição nas paradas | Posição nas paradas | Posição nas paradas |
| Ano  | Título                                                                                      | US                  | US R&B              | US Rap              | US Ind              |
| ---- | ------------------------------------------------------------------------------------------- | ------------------- | ------------------- | ------------------- | ------------------- |
| 2003 | The Horsemen Project (com The HRSMN) - Lançamento: 2003 - Selo: Think Differently, Proverbs | —                   | —                   | *                   | —                   |
| 2007 | Digital Smoke (com J. Wells) - Lançamento: 5 de junho de 2007 - Selo: Bonzi, Fontana        | —                   | —                   | —                   | —                   |
| 2008 | The Frank and Jess Story (com Roscoe) - Lançamento: 2008 - Selo: High Powered               | —                   | 82                  | —                   | —                   |
| 2009 | BlaQKout (with DJ Quik) - Lançamento: 9 de junho de 2009 - Selo: Mad Science, Fontana       | 61                  | 11                  | 6                   | 9                   |
| 2009 | Tha Tekneek Files (com Roscoe) - Lançamento: 2 de outubro de 2009 - Selo: All Day           | —                   | —                   | —                   | —                   |

### EPs
| Ano  | Título                                                                         |
| ---- | ------------------------------------------------------------------------------ |
| 2007 | Against tha Grain E.P. - Lançamento: 7 de maio de 2007 - Selo: Death Row, Koch |

### Singles
| Ano  | Canção                                              | Posição nas paradas | Posição nas paradas | Posição nas paradas | Álbum                        |
| Ano  | Canção                                              | U.S.                | U.S. R&B            | U.S. Rap            | Álbum                        |
| ---- | --------------------------------------------------- | ------------------- | ------------------- | ------------------- | ---------------------------- |
| 1998 | "We Can Freak It" (featuring Baby S & Andre Wilson) | —                   | 89                  | —                   | Kuruption!                   |
| 1999 | "Girls All Pause" (featuring Nate Dogg & Roscoe)    | —                   | 62                  | —                   | Tha Streetz Iz a Mutha       |
| 2000 | "Who Ride Wit Us" (featuring Daz Dillinger)         | —                   | 62                  | —                   | Tha Streetz Iz a Mutha       |
| 2000 | "Welcome Home" (featuring LaToiya Williams)         | —                   | —                   | —                   | Tha Streetz Iz a Mutha       |
| 2001 | "It's Over" (featuring Natina Reed)                 | —                   | 88                  | —                   | Space Boogie: Smoke Oddessey |
| 2006 | "I Get High"                                        | —                   | —                   | —                   | Non-album single             |
| 2010 | "I'm Burnt" (featuring Problem)                     | —                   | —                   | —                   | Streetlights                 |
| 2010 | "In Gotti We Trust" (featuring Xzibit)              | —                   | —                   | —                   | Streetlights                 |
| 2010 | "Questions" (featuring Uncle Chucc)                 | —                   | —                   | —                   | Streetlights                 |
| 2010 | "Yessir"                                            | —                   | —                   | —                   | Streetlights                 |

### Como artista destaque
| Título                                                                                                   | Ano  | Pico nas paradas | Pico nas paradas | Pico nas paradas | Pico nas paradas | Pico nas paradas | Pico nas paradas | Pico nas paradas | Pico nas paradas | Pico nas paradas | Pico nas paradas | Certificatções | Álbum                                                                                     |
| Título                                                                                                   | Ano  | US               | US R&B           | US Rap           | FRA              | GER              | IRE              | NL               | NZ               | SWI              | UK               | Certificatções | Álbum                                                                                     |
| --- | ---- | ---------------- | ---------------- | ---------------- | ---------------- | ---------------- | ---------------- | ---------------- | ---------------- | ---------------- | ---------------- | -------------- | ----------------------------------------------------------------------------------------- |
| "Let's Get High" (Dr. Dre featuring Kurupt, Hittman and Ms. Roq)                                         | 1999 | —                | 77               | —                | —                | —                | —                | —                | —                | —                | —                |                | 2001                                                                                      |
| "Xxplosive" (Dr. Dre featuring Hittman, Kurupt, Nate Dogg and Six-Two)                                   | 1999 | —                | 51               | —                | —                | —                | —                | —                | —                | —                | —                |                | 2001                                                                                      |
| "The Next Episode" (Dr. Dre featuring Snoop Dogg, Kurupt and Nate Dogg)                                  | 2000 | 23               | 11               | 9                | 22               | 34               | 11               | 26               | —                | 34               | 3                | - BPI: Prata   | 2001                                                                                      |
| "Candy (Drippin' Like Water)" (Snoop Dogg featuring E-40, MC Eiht, Goldie Loc, Daz Dillinger and Kurupt) | 2006 | —                | —                | —                | —                | —                | —                | —                | —                | —                | —                |                | Tha Blue Carpet Treatment                                                                 |
| "I'm Toe Up (Remix)" (Problem featuring DJ Felli Fel, DJ Quik, Kurupt, Terrace Martin and Snoop Dogg)    | 2008 | —                | —                | —                | —                | —                | —                | —                | —                | —                | —                |                | Single não presente em álbum                                                              |
| "Inimigo Invisível 0.2" (NX Zero featuring Marcelo D2, Mi, P.MC and Kurupt)                              | 2010 | —                | —                | —                | —                | —                | —                | —                | —                | —                | —                |                | "—" denota uma gravação que não entrou nas paradas ou não foi lançada naquele território. |

### Singles colaborativos
| Ano  | Canção                        | Posição | Posição  | Posição  | Álbum         |
| Ano  | Canção                        | U.S.    | U.S. R&B | U.S. Rap | Álbum         |
| ---- | ----------------------------- | ------- | -------- | -------- | ------------- |
| 2007 | "All We Smoke" (com J. Wells) | —       | —        | —        | Digital Smoke |

### Como artista convidado
| Title                                            | Ano  | Artista | Álbum                                                      |
| ------------------------------------------------ | ---- | --- | ---------------------------------------------------------- |
| "Are You Ready"                                  | 1991 | The S.O.S. Band | One of Many Nights                                         |
| "Someone I Can Love"                             | 1991 | The S.O.S. Band | One of Many Nights                                         |
| "Get Hyped On This"                              | 1991 | The S.O.S. Band | One of Many Nights                                         |
| "Lyrical Gangbang"                               | 1992 | The Lady of Rage, RBX | The Chronic                                                |
| "Stranded On Death Row"                          | 1992 | Bushwick Bill, RBX, The Lady of Rage, Snoop Dogg | The Chronic                                                |
| "Bitches Ain't Shit"                             | 1992 | Dr. Dre, Daz Dillinger, Snoop Dogg, Jewell | The Chronic                                                |
| "Serial Killa"                                   | 1993 | Snoop Dogg, Daz Dillinger, RBX | Doggystyle                                                 |
| "For All My Niggaz & Bitches"                    | 1993 | Snoop Dogg, Daz Dillinger, The Lady of Rage | Doggystyle                                                 |
| "Ain't No Fun (If the Homies Can't Have None)"   | 1993 | Snoop Dogg, Nate Dogg, Warren G | Doggystyle                                                 |
| "Doggy Dogg World"                               | 1993 | Snoop Dogg, Daz Dillinger, The Dramatics | Doggystyle                                                 |
| "What Would U Do?"                               | 1994 | Daz Dillinger | Murder Was the Case                                        |
| "Who Got Some Gangsta Shit?"                     | 1994 | Snoop Dogg, Daz Dillinger, Lil Style, Young Swoop | Murder Was the Case                                        |
| "Come Up to My Room"                             | 1994 | Jodeci | Murder Was the Case                                        |
| "Big Pimpin'"                                    | 1994 | Daz Dillinger, Snoop Dogg, Nate Dogg | Above the Rim (soundtrack)                                 |
| "Dogg Pound 4 Life"                              | 1994 | Daz Dillinger | Above the Rim (soundtrack)                                 |
| "Got My Mind Made Up"                            | 1996 | 2Pac, Daz Dillinger, Redman, Method Man | All Eyez on Me                                             |
| "Check Out Time"                                 | 1996 | 2Pac, Natasha Walker, Big Syke | All Eyez on Me                                             |
| "Up Jump tha Boogie"                             | 1996 | Snoop Dogg | Tha Doggfather                                             |
| "Gold Rush"                                      | 1996 | Snoop Dogg, Techniec, Bad Azz | Tha Doggfather                                             |
| "Groupie"                                        | 1996 | Snoop Dogg, Daz Dillinger, Nate Dogg, Warren G, Charlie Wilson | Tha Doggfather                                             |
| "Blueberry"                                      | 1996 | Snoop Dogg, Daz Dillinger, Techniec, Bad Azz | Tha Doggfather                                             |
| "Music Makes Me High" (L.T. Hutton Remix)        | 1996 | Lost Boyz, Daz Dillinger, Canibus | Music Makes Me High single                                 |
| "Jus Mee & U" (Soopafly G-Mix)                   | 1997 | Luniz | —                                                          |
| "Hollywood Bank Robbery"                         | 1997 | Big C Style, Lil Flossy, Daz Dillinger, Snoop Dogg | Gang Related (soundtrack)                                  |
| "Loc'd Out Hood"                                 | 1997 | — | Gang Related (soundtrack)                                  |
| "Can You Handle It"                              | 1997 | Heavy D, Daz Dillinger, MC Gruff | Waterbed Hev                                               |
| "Nothin' But the Cavi Hit"                       | 1997 | Mack 10, Daz Dillinger | Rhyme & Reason (soundtrack)                                |
| "Somehow"                                        | 1997 | Voices of Theory, Mona Lisa | Voices of Theory                                           |
| "Ice Age"                                        | 1998 | Ras Kass, El Drex | Rasassination                                              |
| "Tru Master"                                     | 1998 | Pete Rock, Inspectah Deck | Soul Survivor                                              |
| "Under Pressure"                                 | 1998 | — | The Players Club (soundtrack)                              |
| "The Comeback"                                   | 1998 | TQ, Daz Dillinger | They Never Saw Me Coming                                   |
| "Ride On/Caught Up"                              | 1998 | Snoop Dogg | Caught Up (soundtrack)                                     |
| "My Buddy"                                       | 1998 | Luniz, Daz Dillinger | Caught Up (soundtrack)                                     |
| "First We Pray"                                  | 1998 | Nate Dogg, Isaac Reese | G-Funk Classics, Vols. 1 & 2                               |
| "Puppy Love"                                     | 1998 | Nate Dogg, Daz Dillinger, Snoop Dogg | G-Funk Classics, Vols. 1 & 2                               |
| "Dogg Pound Gangstaville"                        | 1998 | Nate Dogg, Snoop Dogg | G-Funk Classics, Vols. 1 & 2                               |
| "You Know My Steez" (Three Men and a Lady Remix) | 1998 | Guru, The Lady of Rage | Full Clip: A Decade of Gang Starr                          |
| "Gang Bangin' Ass Criminal"                      | 1998 | Daz Dillinger, Soopafly, Tray Deee, Bad Azz, Techniec | Retaliation, Revenge and Get Back                          |
| "It's Going Down"                                | 1998 | Daz Dillinger, Prince Ital Joe | Retaliation, Revenge and Get Back                          |
| "Our Daily Bread"                                | 1998 | Daz Dillinger, Prince Ital Joe | Retaliation, Revenge and Get Back                          |
| "Initiated"                                      | 1998 | Daz Dillinger, 2Pac, Outlawz | Retaliation, Revenge and Get Back                          |
| "Hoez"                                           | 1998 | Snoop Dogg, Daz Dillinger | Smokefest Underground                                      |
| "Ride On" (Remix)                                | 1998 | Snoop Dogg | Smokefest Underground                                      |
| "Money, Houses and Cars"                         | 1998 | Bad Azz | Word On tha Streets                                        |
| "Massive Heat"                                   | 1998 | Lord Tariq, Peter Gunz, Sticky Fingaz | Make It Reign                                              |
| "Where the Gangstas At"                          | 1999 | B-Legit, Mack 10 | Hempin' Ain't Easy                                         |
| "Xxplosive"                                      | 1999 | Hittman, Nate Dogg, Six-Two | 2001                                                       |
| "Let's Get High"                                 | 1999 | Hittman, Dr. Dre, Ms. Roq | 2001                                                       |
| "Housewife"                                      | 1999 | Dr. Dre, Hittman | 2001                                                       |
| "Gangsta! Gangsta! (How U Do It)"                | 1999 | Chris Webber | 2 Much Drama                                               |
| "The War Iz On"                                  | 1999 | Krayzie Bone, Snoop Dogg, Layzie Bone | Thug Mentality 1999                                        |
| "G'z Iz G'z"                                     | 1999 | Tash | Rap Life                                                   |
| "Gangsta Love"                                   | 1999 | Warren G, Nate Dogg, RBX | I Want It All                                              |
| "Why Oh Why"                                     | 1999 | Warren G, Daz Dillinger | I Want It All                                              |
| "Outlaws"                                        | 1999 | Frost | That Was Then, This Is Now, Vol. 1                         |
| "Fa Shiesty Cats"                                | 1999 | D.B.A | Doing Business As                                          |
| "Funkin' Til 2000 Comz"                          | 1999 | The Gap Band | Y2K: Funkin' Till 2000 Comz                                |
| "Mamacita"                                       | 1999 | Frost, Soopafly, Don Cisco | Next Friday soundtrack                                     |
| "Rule No. 1"                                     | 1999 | MC Breed, Pimp C | It's All Good                                              |
| "Gangsta Rap"                                    | 1999 | Crooked I, Treach, Scarface | Too Gangsta for Radio                                      |
| "Ghetto Millionaire"                             | 1999 | C-Murder, Snoop Dogg, Nate Dogg | Bossaline                                                  |
| "We Get It Crunk"                                | 1999 | Cool Breeze | East Point's Greatest Hits                                 |
| "Don't Be Foolish"                               | 1999 | Snoop Dogg, Daz Dillinger | Foolish (soundtrack)                                       |
| "Where I Wanna Be"                               | 2000 | Shade Sheist | Informal Introduction                                      |
| "Highlife" (Fredwreck Remix)                     | 2000 | Cypress Hill | —                                                          |
| "Big Bang Theory"                                | 2000 | Tha Eastsidaz, Xzibit, CPO, Pinky | Tha Eastsidaz                                              |
| "Take It Back to '85"                            | 2000 | Tha Eastsidaz, Butch Cassidy | Tha Eastsidaz                                              |
| "So High"                                        | 2000 | The Click, E-40, D-Shot | Obstacles                                                  |
| "I'd Rather Lie 2 Ya"                            | 2000 | Daz Dillinger, Tray-Dee | R.A.W.                                                     |
| "On tha Grind"                                   | 2000 | Daz Dillinger | R.A.W.                                                     |
| "R.A.W."                                         | 2000 | Daz Dillinger | R.A.W.                                                     |
| "Feels Good"                                     | 2000 | Daz Dillinger, Latoya Williams | R.A.W.                                                     |
| "My System"                                      | 2000 | Daz Dillinger, Tha Mactress | R.A.W.                                                     |
| "One, Two"                                       | 2000 | Everlast | Eat at Whitey's                                            |
| "Forth and Back"                                 | 2000 | Slum Village | Fantastic, Vol. 2                                          |
| "I Will Survive"                                 | 2000 | Snoop Dogg, Techniec, Kevin Vernado | Dead Man Walkin'                                           |
| "Fa Sho"                                         | 2000 | Nocoast | Coastales                                                  |
| "Gotz ta Fly"                                    | 2000 | Mr. Keal | Strictly 4 the Streets                                     |
| "Oh Boy"                                         | 2000 | Don Cisco, Roscoe | Oh Boy                                                     |
| "The Dog In Me"                                  | 2000 | Celly Cel | Deep Conversation                                          |
| "Radio"                                          | 2000 | Phats Bossi | Big Momma's House (soundtrack)                             |
| "Blue Suits & Badges"                            | 2000 | T.W.D.Y., J-Dubb, Otis & Shug | Lead the Way                                               |
| "Kurupted Flesh"                                 | 2000 | Flesh-N-Bone | 5th Dog Let Loose                                          |
| "Horsementality"                                 | 2000 | The Hrsmn | 2000 B.C. (Before Can-I-Bus)                               |
| "Kingpin and da Kockhound (Pass the Pussy)"      | 2001 | Mr. Short Khop | Da Khop Shop                                               |
| "Promote Violins"                                | 2001 | Tha Alkaholiks | X.O. Experience                                            |
| "Gangsta, Gangsta"                               | 2001 | Beanie Sigel | The Reason                                                 |
| "Money 2 Fold"                                   | 2001 | Bad Azz, Snoop Dogg | Personal Business                                          |
| "Dogghouse In Your Mouth"                        | 2001 | Tha Eastsidaz, Suga Free, Soopafly, RBX, Ruff Dogg, King Lou, Mixmaster Spade | Duces 'n Trayz: The Old Fashioned Way                      |
| "Who Want to Be a Dope M.C.?"                    | 2001 | Daz Dillinger, Heltah Skeltah | Who Ride wit Us: Tha Compilation, Vol. 1                   |
| "Don't Be Foolish"                               | 2001 | Daz Dillinger, Snoop Dogg | Who Ride wit Us: Tha Compilation, Vol. 1                   |
| "O.G. 2 Me"                                      | 2001 | Daz Dillinger, Scarface | Who Ride wit Us: Tha Compilation, Vol. 1                   |
| "Clocc'n C Notes"                                | 2001 | Daz Dillinger, Made Men, Tray-Dee, Soopafly | Who Ride wit Us: Tha Compilation, Vol. 1                   |
| "We Came"                                        | 2001 | Daz Dillinger, E-40, The Click, Snoop Dogg, Nate Dogg | Who Ride wit Us: Tha Compilation, Vol. 1                   |
| "Why Oh Why?"                                    | 2001 | Daz Dillinger, Warren G | Who Ride wit Us: Tha Compilation, Vol. 1                   |
| "Can't Nobody"                                   | 2001 | Nate Dogg | Music and Me                                               |
| "I Got Love" (Remix)                             | 2001 | Nate Dogg, Fabolous, B.R.E.T.T. | Music and Me                                               |
| "Jazzy Hoes, Pt. 2"                              | 2001 | Jermaine Dupri, Too Short, Field Mob | Instructions                                               |
| "My Projects" (Remix)                            | 2001 | Coo Coo Cal, Trick Daddy | —                                                          |
| "Talkin' the Talk"                               | 2001 | The Hrsmn | U Can't Fuck With the Canibus Man                          |
| "Wild In Da West"                                | 2001 | Chico & Coolwadda | Wild In Da West                                            |
| "That's Game"                                    | 2001 | D-Shot | Money, Sex & Thugs                                         |
| "Baby I Gee"                                     | 2001 | South Central Cartel | Gangsta Conversation                                       |
| "It'z On U"                                      | 2001 | Sqeek Da Primadonna | PMS                                                        |
| "It's Jimmy"                                     | 2001 | Roscoe | Bones (soundtrack)                                         |
| "Fuck With Us"                                   | 2001 | Tray-Dee, Xzibit | Bones (soundtrack)                                         |
| "Kronologik"                                     | 2001 | Cypress Hill | Stoned Raiders                                             |
| "Here Is Something You Can't Understand"         | 2001 | Cypress Hill | Stoned Raiders                                             |
| "So Ignorant"                                    | 2001 | Yukmouth, Kokane, Nate Dogg | Thug Lord: The New Testament                               |
| "Way 2 Often"                                    | 2001 | Soopafly | Dat Whoopty Woop                                           |
| "Fuck a Bitch"                                   | 2001 | DJ Clue?, Snoop Dogg | The Professional 2                                         |
| "Grind Season"                                   | 2001 | JoJo Pellegrino | Violator: The Album, V2.0                                  |
| "Behind the Walls"                               | 2001 | Nate Dogg | Oz (soundtrack)                                            |
| "Just a Dance"                                   | 2002 | Deborah Cox | The Morning After                                          |
| "What You Know"                                  | 2002 | Pacewon | Won                                                        |
| "Wuz Crackulatin' 2000"                          | 2002 | 2wice | Whut Dew U Mean!                                           |
| "Run and Duck"                                   | 2002 | — | The Playa Rich Project 2                                   |
| "Me & My Homies"                                 | 2002 | DJ Desue | Art of War                                                 |
| "Gangsta's Prerogative"                          | 2002 | Daz Dillinger, Roscoe | This Is the Life I Lead                                    |
| "Where Ya Headed"                                | 2002 | Daz Dillinger | This Is the Life I Lead                                    |
| "Keep It Gangsta"                                | 2002 | Kool Savas | Der Beste Tag Meines Labens                                |
| "Skunk"                                          | 2002 | Choclair | Memoirs of Blake Savage                                    |
| "Blast Off"                                      | 2002 | — | album                                                      |
| "Something Is Going to Make Me Smack This Bitch" | 2002 | Warcloud, Black Knights, Sandman | Nightmares That Surface from Shallow Sleep                 |
| "Giving Up Nuthin'"                              | 2002 | Dru Down | Gangsta Pimpin'                                            |
| "On Me"                                          | 2003 | Boo-Yaa T.R.I.B.E. | West Koasta Nostra                                         |
| "I'm Back"                                       | 2003 | — | Dysfunktional Family (soundtrack)                          |
| "1 Call (Real Talk)"                             | 2003 | Devoux, Ganxta Ridd | Dysfunktional Family (soundtrack)                          |
| "Gangsta Pimpin'"                                | 2003 | Baby Bash | The Ultimate Cartel                                        |
| "The Dungeon"                                    | 2003 | Canibus | My Name Is Nobody                                          |
| "Smashing"                                       | 2003 | Da 5 Footaz | Lifetime                                                   |
| "Gangxtaville Pt. 2"                             | 2003 | DJ Tomekk | Beat of Life, Vol. 1                                       |
| "Gangxtaville Pt. 3"                             | 2003 | DJ Tomekk, Tatwaffe, Big C-Style | —                                                          |
| "Ohh!"                                           | 2003 | 40 Glocc | The Jakal                                                  |
| "Behind the Walls" (East Coast Gangsta Mix)      | 2004 | Shyne, Nate Dogg | Godfather Buried Alive                                     |
| "Deep Blue Sea"                                  | 2004 | Cormega, Jayo Felony | Legal Hustle                                               |
| "Get It On"                                      | 2004 | Dirty Rat | Rookie of the Year                                         |
| "Play Your Flutes"                               | 2004 | Goodie Mob, Sleepy Brown | One Monkey Don't Stop No Show                              |
| "Thug World"                                     | 2004 | Spice 1 | The Ridah                                                  |
| "Lock and Load"                                  | 2005 | Lil Wayne | Tha Carter II                                              |
| "Full Circle"                                    | 2005 | Keak da Sneak | On One                                                     |
| "G's & Soldiers"                                 | 2005 | Planet Asia | Be Cool (soundtrack)                                       |
| "Stay Down (Fuckin' Wit the Best)"               | 2005 | Bang 'Em Smurf, Domination | God Giveth, God Taketh Away                                |
| "Get It On"                                      | 2005 | J. Wells | The Digital Master                                         |
| "Real Soon"                                      | 2005 | Snoop Dogg, Daz Dillinger, Nate Dogg | Bigg Snoop Dogg Presents...Welcome to tha Chuuch: Da Album |
| "We West Coast"                                  | 2005 | Snoop Dogg, Daz Dillinger | Bigg Snoop Dogg Presents...Welcome to tha Chuuch: Da Album |
| "Notorious DPG"                                  | 2005 | Lady of Rage, RBX | Bigg Snoop Dogg Presents...Welcome to tha Chuuch: Da Album |
| "Major Skrilla"                                  | 2005 | Kokane, Roscoe | Mr. Kane, Pt. 2                                            |
| "Horsemen"                                       | 2005 | Pak Man, The Hrsmn | Chow Time                                                  |
| "Not 4 Play"                                     | 2005 | Canibus | Mind Control                                               |
| "Calico"                                         | 2005 | The Dayton Family | Family Feud                                                |
| "Money Thang"                                    | 2005 | Spice 1, Jayo Felony | The Truth                                                  |
| "Bang"                                           | 2006 | The Game, Daz Dillinger | Doctor's Advocate                                          |
| "It's Okay (One Blood)" (Remix)                  | 2006 | Jim Jones, Snoop Dogg, Nas, T.I., The Game, Fat Joe, Lil Wayne, N.O.R.E., Jadakiss, Styles P, Fabolous, Juelz Santana, Rick Ross, Twista, Daz Dillinger, WC, E-40, Bun B, Chamillionaire, Slim Thug, Young Dro, Clipse, Ja Rule | Doctor's Advocate                                          |
| "Cali Dro"                                       | 2006 | Lil Wayne, Birdman, Daz Dillinger | Like Father, Like Son                                      |
| "Baby Whose Is It"                               | 2006 | Teena Marie | Sapphire                                                   |
| "Ooh Wee"                                        | 2006 | Teena Marie | Sapphire                                                   |
| "Sadity"                                         | 2006 | Too Short, Daz Dillinger | Blow the Whistle                                           |
| "Candy (Drippin' Like Water)"                    | 2006 | E-40, Snoop Dogg, MC Eiht, Goldie Loc, | Tha Blue Carpet Treatment                                  |
| "Don't Stop"                                     | 2006 | Snoop Dogg, WarZone | Tha Blue Carpet Treatment                                  |
| "Money On My Mind"                               | 2006 | Daz Dillinger | So So Gangsta                                              |
| "My Introduction"                                | 2006 | Realm Reality | Character Assassination                                    |
| "Get Low"                                        | 2006 | Tyrese, Too Short, Snoop Dogg | Alter Ego                                                  |
| "Roll the Dice"                                  | 2006 | Tyrese, Snoop Dogg | Alter Ego                                                  |
| "Ghetto Dayz"                                    | 2006 | Tyrese, The Game | Alter Ego                                                  |
| "Fly Away"                                       | 2006 | Tyrese | Alter Ego                                                  |
| "The Streets are Callin'"                        | 2006 | Kokane | Back 2 tha Clap                                            |
| "Gun Clappin'"                                   | 2006 | Cashis, Roscoe, Jayo Felony, Rikanatti | Bogish Boy, Vol. 1                                         |
| "Say It to My Face"                              | 2006 | Xzibit, Don Blaze | Full Circle                                                |
| "Movin' In Your Chucks"                          | 2006 | Xzibit, Too Short | Full Circle                                                |
| "Back On the Grind"                              | 2007 | Hi-Tek, Riz, Dion | Hi-Teknology 3                                             |
| "Gangbang Music"                                 | 2007 | DJ Crazy Toones, Soopafly | CT Experience                                              |
| "Lean On Me"                                     | 2007 | Sa-Ra Creative Partners, Lord Nez, Erika Rose | The Hollywood Recordings                                   |
| "Throw 'Em Under the Bus"                        | 2007 | N.O.R.E., Jadakiss | Noreality                                                  |
| "Hood or Nothing"                                | 2007 | Westside Bugg | The Roach Motel                                            |
| "Inner G"                                        | 2007 | The Hrsmn | The Offering                                               |
| "I'm the Man"                                    | 2007 | Belly | The Revolution                                             |
| "Good Evening"                                   | 2007 | Belly | The Revolution                                             |
| "Gettin' Money"                                  | 2007 | Daz Dillinger, E-40 | Gangsta Party                                              |
| "Montana (Back In the Days)"                     | 2008 | Ralph Myerz and the Jack Herren Band | Ralphorama!: Appetite 4 Self-Destruction                   |
| "Money"                                          | 2008 | 7th Veil | Stoned                                                     |
| "About"                                          | 2008 | 7th Veil | Stoned                                                     |
| "Thiz How We Live"                               | 2008 | Daz Dillinger, | Only on the Left Side                                      |
| "This Christmas"                                 | 2008 | Daz Dillinger, Chris Starr | Snoop Dogg Presents Christmas In Tha Dogg House            |
| "Look Out"                                       | 2008 | Snoop Dogg, Daz Dillinger, Nate Dogg | Snoop Dogg Presents Christmas In Tha Dogg House            |
| "Xmas Trees"                                     | 2008 | Chris Starr | Snoop Dogg Presents Christmas In Tha Dogg House            |
| "Dubb You"                                       | 2008 | Dubb Union, Traci Nelson | Snoop Dogg Presents: Dubb Union                            |
| "Dip, Drop, Stop, Dip" (Remix)                   | 2008 | Daz Dillinger, Keak da Sneak | —                                                          |
| "Coasting"                                       | 2008 | DJ Wich | The Golden Touch                                           |
| "Press Play"                                     | 2008 | Snoop Dogg | Ego Trippin'                                               |
| "Smokin' Xmas Trees"                             | 2008 | — | Landy & Egg Nogg: A DPG Christmas                          |
| "When We're Fucking"                             | 2009 | B-Real, Too Short, Young De | Smoke N Mirrors                                            |
| "Cancun"                                         | 2009 | Snoop Dogg | —                                                          |
| "My Hood"                                        | 2009 | Capone-N-Noreaga, Clipse, Daz Dillinger, Maino, Uncle Murda | Channel 10                                                 |
| "Blued Up"                                       | 2009 | Snoop Dogg | Bacc to tha Chuuch, Vol. 1                                 |
| "Comfortable (Remix)"                            | 2009 | Chris Starr | Bacc to tha Chuuch, Vol. 1                                 |
| "Anotha Killin'"                                 | 2010 | Brotha Lynch Hung, Snoop Dogg, Daz Dillinger | Dinner and a Movie                                         |
| "Matter of Dayz"                                 | 2010 | Daz Dillinger | Matter of Dayz                                             |
| "The Demo"                                       | 2010 | Terrace Martin | The EP: Volume 1                                           |
| "Why Dance With the Devil, When You Have Me?"    | 2010 | William Control, Liza Graves | Noir                                                       |
| "Shake Them"                                     | 2010 | D-Loc | MFK (Mad For Kings)                                        |
| "West Coast"                                     | 2010 | Crooked I, Eastwood | album                                                      |
| "Fornever"                                       | 2010 | Murs, 9th Wonder | Fornever                                                   |
| "Live From Roscoe's"                             | 2010 | Murs, 9th Wonder | Fornever                                                   |
| "Gotta Bang"                                     | 2010 | Inspectah Deck, Billy Danze | Manifesto                                                  |
| "Westside Rollin'"                               | 2010 | Snoop Dogg | We Da West                                                 |
| "Let's Ride"                                     | 2010 | 2Pac, Rappin' 4-Tay | The Way He Wanted It, Vol. 5                               |
| "Blow My Horn"                                   | 2011 | Strong Arm Steady | Arms & Hammer                                              |
| "Don't Fuck With Me"                             | 2011 | Travis Barker, Paul Wall, Jay Rock | Give the Drummer Some                                      |
| "Smoke 1 Wit Me"                                 | 2011 | OG Daddy V | The Original Hustla                                        |
| "Stickin' to the Script"                         | 2011 | WC, Daz Dillinger, Bad Lucc | Revenge of the Barracuda                                   |
| "Flow For Sale"                                  | 2011 | DJ Quik | The Book of David                                          |
| "Bitch Betta Have My Money"                      | 2011 | Tyga, YG | #BitchImTheShit                                            |
| "My Homegirl"                                    | 2011 | Daz Dillinger | D.A.Z.                                                     |
| "I Just Wanna Fuck"                              | 2011 | The Game | Purp & Patron                                              |
| "I'm Home"                                       | 2011 | The Game | Purp & Patron: the Hangover                                |
| "What You Smoking On"                            | 2012 | E-40, Snoop Dogg, Daz Dillinger, Kokane | The Block Brochure: Welcome to the Soil 3                  |
| "6 In da Morning"                                | 2012 | Tydolla$ign, Joe Moses, Glasses Malone | Whoop                                                      |
| "Tricks"                                         | 2012 | Tydolla$ign, Joe Moses | Whoop                                                      |
| "3 the Hard Way"                                 | 2012 | Crooked I, Ras Kass | Psalm 82:v6 and The Barmageddon Mixtape                    |
| "Shit Shit"                                      | 2014 | HS87, N.No, B. Carr, PeeJ | We The Plug                                                |
| "The Purge"                                      | 2014 | Schoolboy Q, Tyler, The Creator | Oxymoron                                                   |
| "NWA"                                            | 2015 | Miguel | Wildheart                                                  |
| "MoonRockin"                                     | 2015 | Reverie, Killah Priest | —                                                          |
| "Whoever God Is"                                 | 2015 | EDIDON, Devapink, James Wade, Kokane | The Hope Dealer                                            |
| "Six n'da Morning"                               | 2016 | Daz Dillinger, Snoop Dogg | Cuzznz                                                     |
| "N My Life Tyme"                                 | 2016 | Daz Dillinger, Snoop Dogg | Cuzznz                                                     |
| "Paid Dues"                                      | 2016 | Niko G4 | Worth the Risk                                             |

## Filmografia
- 1995 Murder Was the Case
- 1998 Straight from the Streets (Video)
- 1999 Charlie Hustle: Blueprint of Self-Made Millionaire (Video)
- 1999 3 the Hard Way (Video)
- 2000 The Up In Smoke Tour (Video)
- 2001 Keepin' It Real (como Raw-D)
- 2001 The Wash (como Maniac)
- 2002 Kurupt: G-TV (Video)
- 2002 Half Past Dead (como Twitch)
- 2002 Dark Blue (como Darryl Orchard)
- 2003 Fastlane (Episódio televisivo chamado "Dosed" (como Fallon)
- 2003 Hollywood Homicide (como K-Ro)
- 2003 "Hardware: Uncensored Music Videos - Hip Hop Volume 1"(Video) (segmento "The Next Episode")
- 2003 Tupac: Resurrection
- 2003 "Vegas Vamps"
- 2004 "I Accidentally Domed Your Son" (como Krego)
- 2004 Johnson Family Vacation (como ele mesmo)
- 2005 "A Talent for Trouble" (como ele mesmo)
- 2005 Brothers in Arms (como Kansas)
- 2006 "Rap Sheet: Hip-Hop and the Cops"
- 2006 Stand By Your Man (como Joker)
- 2007 Half Past Dead 2 (como Twitch)
- 2008 Vice(como TJ Greene)
- 2008 Days of Wrath (como Bobby)
- 2008 Loaded (como Dyson)
- 2009 A Day in the Life (como Murder)
- 2010 The Penthouse (como 'Strangers' Host)
- 2013 Grand Theft Auto V (Videogame) (como The Local Population)